# Gabrielle Nevaeh Green
Gabrielle Nevaeh Green (* 5. Mai 2005 in West Palm Beach, Florida) ist eine US-amerikanische Jungschauspielerin und Sängerin.

## Leben
Green besuchte die BAK Middle School of Performing Arts und zog nach Los Angeles, um ihre Schauspielkarriere zu verfolgen. Im Jahr 2018 spielte sie ihre erste Rolle in der ABC-Sitcom Speechless. Von 2019 bis 2020 spielte sie bei dem Revival der Nickelodeon-Sketch-Comedy-Show All Das mit. Seit 2020 spielt sie in der Nickelodeon-Spielshow Unfiltered mit. Außerdem hatte Green 2020 zwei Auftritte in der Nickelodeon-Sitcom Danger Force. Seit 2021 spielt sie die Rolle der Sadie in der Nickelodeon-Buddy-Sitcom That Girl Lay Lay.

## Filmografie
- 2018: Speechless (Fernsehserie, Folge 3x04)
- 2019–2020: All Das (All That, Fernsehserie, 35 Folgen)
- 2020: Group Chat (Fernsehserie, Folge 1x03)
- 2020: Danger Force (Fernsehserie, 2 Folgen)
- 2020–2021: Nickelodeon’s Unfiltered (Fernsehserie, 28 Folgen)
- 2021–2024: Ein Mädchen namens Lay Lay (That Girl Lay Lay, Fernsehserie)
- 2022: Side Hustle (Fernsehserie, Folge 2x20)

## Diskografie
- 2020: Radio
- 2022: Lovable